# Yukky
yukky（ゆっきー、1979年3月20日 - ）は、北海道虻田郡倶知安町出身の日本のイラストレーター。

## 代表作品
- ACジャパン「あいさつの魔法。」キャラクター[1]
- JR東日本車内誌「トランヴェール」表紙
- 常口アトム jogjog.comキャラクター「ワンワン」「ワン子」[2]
- JRタワースクエア 5倍ポイントセールキャラクター「ごばぽちゃん」